# Han Gwang-song
Han Gwang-song (* 17. Oktober 1957) ist ein ehemaliger nordkoreanischer Kunstturner. Bei den Asienspielen konnte Han zwei Bronzemedaillen gewinnen.

## Karriere
Han Gwang-song nahm an den Olympischen Sommerspielen 1980 in Moskau teil. Gemeinsam mit Cho Hun, Kang Gwang-song, Kim Gwang-jin, Li Su-gil und Song Sun-bong belegte er im Mannschaftsmehrkampf den neunten Rang. Darüber hinaus erreichte der Nordkoreaner folgende Platzierungen:
- Einzelmehrkampf: 26. Platz
- Boden: 36. Platz
- Sprung: 57. Platz
- Barren: 24. Platz
- Reck: 64. Platz
- Ringe: 44. Platz
- Pauschenpferd: 55. Platz